# 沙爾瓦瑞金納大學
沙尔瓦瑞金纳大学（英語：Salve Regina University），或譯萨乌瑞吉纳大学，位于罗德岛州的纽波特，是一座天主教文科为主的学校。此校原名為沙尔瓦瑞金纳學院（Salve Regina College），於1991年改名為大學；「Salve Regina」是拉丁文，意即「偉哉天后」，取自天主教讚美聖母瑪利亞的同名聖詩“Salve Regina”。2015年《美國新聞與世界報道》將其列在“北部地區大學”排名中的第50位。
在校师生大约有2000人，其中70%是女生。学校景色优美，整个校园不仅靠海而且在校园中还有纽波特著名的建筑布里克尔宅邸和赭石庭。学校交通方便，学生持学生ID可免费搭乘镇上的公车。